# 宣和画谱
宣和畫譜，是一部記載宋徽宗時期內府藏畫的譜錄，撰成於宣和二年（1120年）夏天，作者不詳，有人認為作者是宋徽宗趙佶，也有人認為是蔡京、米芾。

## 內容科判
《宣和畫譜》全書分道釋、人物、宮室、番族、龍魚、山水、畜獸、花鳥、墨竹、蔬菜等十門，釐為二十卷，收錄晉至宋畫家231人，畫6396軸。体例有总序、叙目、小序，分门、序、传、目等，每類前有敘論，開列畫家之名，繼之小傳，內容上有自相矛盾之處。其中卷十二〈山水門〉第三還提及日本國畫。张丑《清河书画舫》卷三：“宣和书画二谱，自是当时大账簿，铺叙虽工，其于品题鉴定，则未也。”《宣和画谱》並没有收录《清明上河图》以及《千里江山图》、《江山秋色图》等名畫。

## 刊本演流
《宣和畫譜》出版年代約於宋高宗時代，另有姐妹作品《宣和書譜》，然終兩宋之世，此二書絕少有人提及，其最早版本已佚。元大德六年（1302年）吳文貴的杭州刊本是第二次刊印，明嘉靖十九年（1540年）楊慎第三次刊印，清代张海鹏收錄於《学津讨原》。